# Gustaf Rosenhane

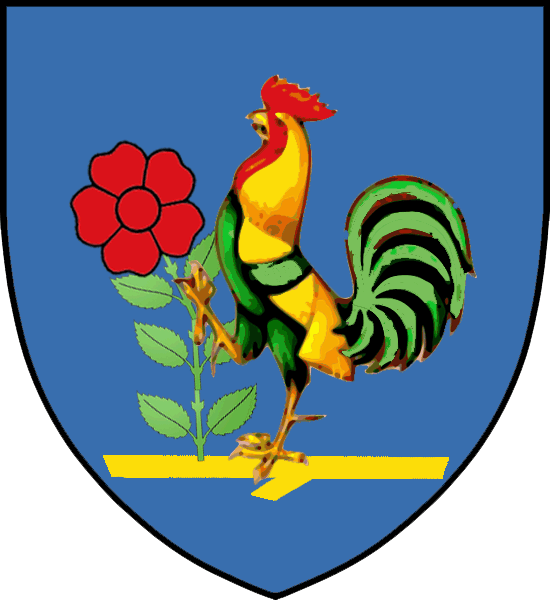
Vapen för ätten Rosenhane

Gustaf Rosenhane, född 19 maj 1619 i Husby-Oppunda socken, nuvarande Nyköpings kommun, död 26 mars 1684 i Stockholm, var en svensk jurist, hovman och friherre (från 1654). 

## Biografi
Rosenhane började redan 1626 studera vid Uppsala universitet och inskrevs 1628 som student där. 1635–1636 var han hovjunkare och begav sig därefter utomlands för studier. Han besökte bland annat Frankrike och Italien. Efter återkomsten var han åter hovjunkare 1640–1642 innan han 1642 fick en tjänst som assessor i Kammarkollegiets kammarresvision. 1647 blev Rosenhane kammarråd och häradshövding i Västerrekarne, och var 1650–1658 vicepresident i Svea hovrätt. Därtill var han från 1658 häradshövding i Hagunda, Oppunda och Villåttinge härader. Han upphöjdes 18 februari 1654 till friherrligt stånd. Rosenhane utnämndes 1658 till direktor över kansliet och appellationsdomstolen i Preussen 1658 men tillträdde aldrig denna tjänst, likaså utsågs han 1661 till president i Dorpats hovrätt, en tjänst han inte heller tillträdde. 1672 blev han häradshövding i Danderyds, Färentuna, Seminghundra, Sjuhundra, Vallentuna och Åkers skeppslag.
Han deltog vid riksdagarna 1635, 1642, 1643, 1644, 1647, 1649, 1650, 1652, 1654, 1655, 1660, 1664, 1668, 1672, 1675, 1676 och 1680, och deltog vid riksdagens utskottsmöten 1645, 1651 och 1658. 
Han tillhörde tillsammans med Urban Hjärne dem som fick slut på häxprocesserna under det stora oväsendet i Sverige. En uppfattning, som bygger på uppgifter från 1600-talets slut, har gjort gällande att det var Gustaf Rosenhane som skrev under pseudonymen Skogekär Bergbo. I februari 2023 presenterades indicier på att det i stället kan ha varit hans bror Schering Rosenhane.
Gustaf Rosenhane var son till Johan Jöransson Rosenhane, bror till Schering och Johan Rosenhane. Han var dotterson till Schering Eriksson Arp. Han var ogift.